# Fordham (Essex)
Pour les articles homonymes, voir Fordham.
Fordham est un village et une paroisse civile de l'Essex, en Angleterre.